# NK Polača
Nogometni klub Polača hrvatski je nogometni klub iz mjesta Polače. U sezoni 2024./25. natječe se u 1. ŽNL Zadarskoj.

## Povijest
Nogometni klub Polača osnovan je 1973. godine. 
Boja dresova je kombinacija žutih majica s plavim hlačama po čemu je sami mještani vole zvati "karioke", zbog istovjetnosti s dresom brazilske reprezentacije.
Tijekom Domovinskog rata Polača se nije poput nekih klubova rasformirala, već je opstala igrajući u Biogradu kao domaćin.
NK Polača igra na igralištu zvanom Bićina u Polači.

## Uspjesi
Dva puta je bila prvak svoga natjecanja i ima tri finala kupa. Uz to treba napomenuti da je Polača igrala s Hajdukom, Osijekom i Zadrom (Klubovi iz prve hrvatske nogometne lige). 
Najveća utakmica ovog kluba je remi protiv prve momčadi Hajduka rezultatom 2:2 u listopadu 2013. godine.

## Poznati treneri
- Marijan Lamešić[1]

## Vanjske poveznice
- Profil, HNS Semafor